# Institut norvégien de Rome
L'institut norvégien de Rome (Det norske institutt i Roma) est un institut fondé à Rome en 1959 à l'initiative du professeur Hans Peter L'Orange. Il dépend de la faculté d'histoire et de philosophie (Det humanistiske fakultet ) de l'université d'Oslo depuis 1989. Il est spécialisé en recherches sur l'archéologie, l'histoire de l'art, l'architecture, la théologie et l'histoire des idées concernant la civilisation romaine de l'antiquité à nos jours. Il a participé à des fouilles sur la Via Appia et le forum de Rome.

## Directeurs
- Hans Peter L'Orange (1959–1973)
- Per Jonas Nordhagen (1973–1976)
- Hjalmar Torp (1977–1983)
- Staale Sinding-Larsen (1983–1989)
- Magne Malmanger (1990–1996)
- J. Rasmus Brandt (1996–2002)
- Siri Sande (2003–2007)
- Turid Karlsen Seim (2007–2015)
- Christopher Prescott (2015–2020)
- Kristin B. Aavitsland (2021–2024)
- Han Lamers (2025–)